# Восстания 1837—1838 годов в Канаде
Восста́ния 1837—1838 годо́в (в англоязычной историографии Rebellions of 1837 или Rebellions of 1837–38) — два вооружённых восстания в британских колониях Нижняя и Верхняя Канада в 1837 и 1838 годах. Эти восстания, произошедшие на фоне экономического и сельскохозяйственного кризисов, были вызваны отказом британских колониальных властей провести политические реформы, требуемые Законодательными собраниями: в частности, учредить ответственное правительство. В Нижней Канаде этот конфликт сопровождался антагонизмом франкоканадского большинства и британского меньшинства.

## События

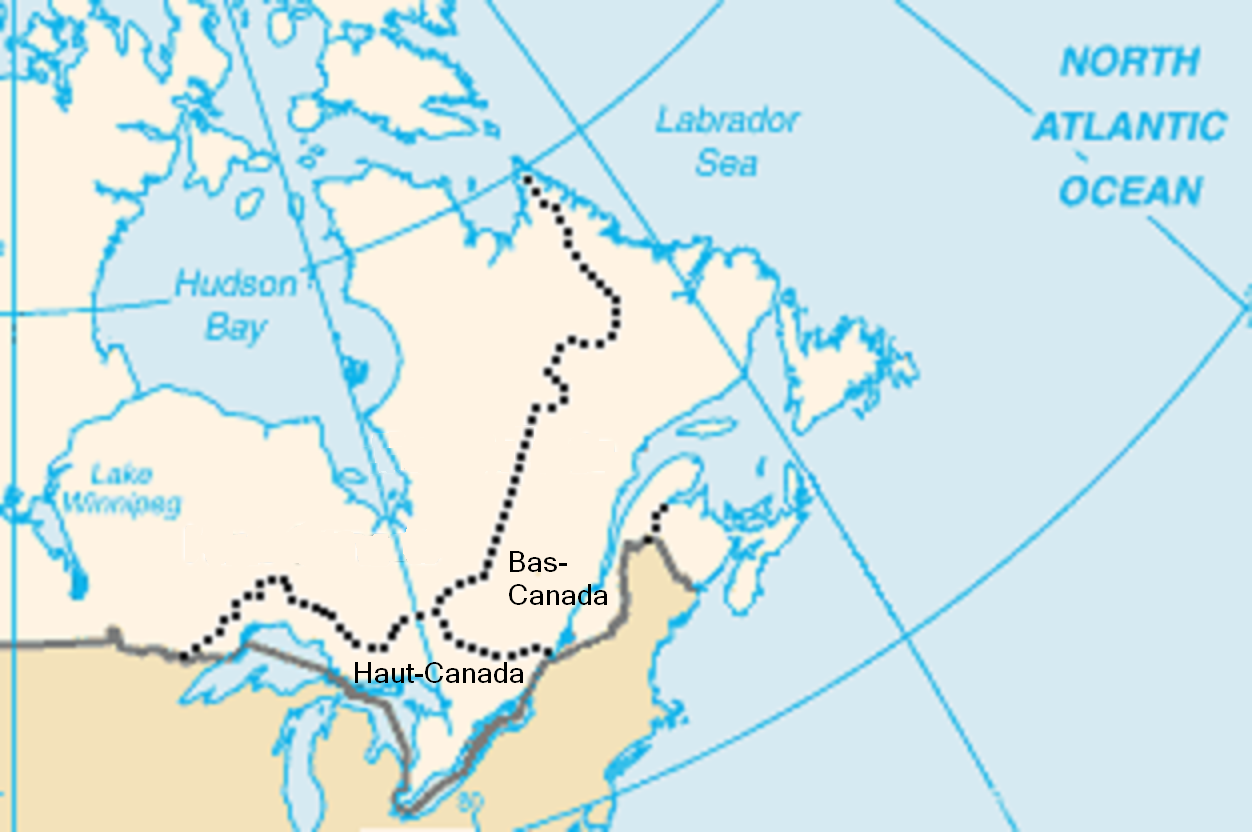
Верхняя и Нижняя Канада в 1791 году

Восстания произошли в колониях Верхняя и Нижняя Канада, то есть в южной части современных канадских провинций Онтарио и Квебек. Восстание в Нижней Канаде началось первым в ноябре 1837 году под руководством Вулфреда и Роберта Нельсонов и Луи-Жозефа Папино. Это восстание вдохновило другое, намного более короткое восстание в Верхней Канаде в декабре под руководством Уильяма Лайона Макензи. Последним крупным актом повстанческого движения стал рейд отряда Миколая Шульца с территории США в ноябре 1838 года.
Во всех конфликтах количество восставших было намного меньше численности британских войск и верных режиму ополченцев-лоялистов. Вооружение повстанцев было очень ограниченным, а познания в военной тактике — очень поверхностны. Все битвы были в целом единичными. Мятежники всегда быстро окружались и были вынуждены сдаваться через несколько часов. Редким исключением явилась Битва за ветряную мельницу, продолжавшаяся пять дней, 12—16 ноября 1838 года.

### Нижняя Канада
Восстание в Нижней Канаде (также называемое Восстанием Патриотов) было крупным конфликтом, поддержанным франкоканадскими и англоканадскими восставшими и направленным против британского колониального правительства и торговой олигархии. Оно явилось результатом скрытого политического конфликта, существовавшего с начала XIX века между гражданским населением и военно-колониальными властями.

### Верхняя Канада
Восстание в Верхней Канаде — неудачное восстание в Верхней Канаде против правящей в колонии клики, известной под названием Семейный сговор.

## Последствия
В 1838 году в Канаду послан Джон Джордж Лэмбтон, будущий граф Дарем, с целью расследования причин восстаний 1837—1838 годов. Он назначается генерал-губернатором Канады и получает специальные полномочия высокого комиссара Британской Северной Америки. В своём отчёте «О делах Британской Северной Америки», более известном как Отчёт Дарема, он рекомендует объединить Верхнюю и Нижнюю Канаду в одну провинцию с британским большинством.
Он рекомендует также ускорить британскую иммиграцию в Канаду, чтобы превратить франкоканадское население в маргинальный антиобщественный элемент, заставив его вступить на путь языковой и культурной ассимиляции. Наконец, он советует лишить франкоканадцев свобод, предоставленных им ранее Актом о Квебеке и Конституционным актом, чтобы исключить возможность новых восстаний.
Даже при том, что оба восстания были в конце концов подавлены, самые умеренные реформисты, в том числе политические партнёры Роберт Болдуин и Луи-Ипполит Лафонтен, получили больше доверия как альтернатива радикалам. В 1848 году им удалось убедить британского губернатора ввести в Соединённой Канаде ответственное правительство, что стало косвенным следствием восстаний, достигнутым несмотря на их неудачу.

## Историческое обсуждение Восстаний
Канадские историки ещё не определились, в какой степени были связаны реформистские движения в Верхней и Нижней Канаде. По некогда популярному мнению, высказанному лордом Даремом, оба движения были единичными и обособленными и просто совпали по времени. Из этой точки зрения следовало, что восстание Патриотов в Нижней Канаде было вызвано, главным образом, культурно-этническими мотивами и являлось конфликтом между франкоканадскими националистами и английской элитой, а восстание в Верхней Канаде было конфликтом между республиканской и монархистской идеологиями. Однако эта интерпретация все более и более подвергается сомнению такими историками, как Джон Ролстон Сол. Сол напоминает, что оба восстания относились к одному распространённому движению за демократическую и республиканскую реформу; он обращает внимание на согласованность между вождями восстаний и большую роль некоторых англофонов (Вулфред и Роберт Нельсоны) в восстании в Нижней Канаде. Франкоканадские историки часто считают восстания частью первого международного движения за деколонизацию, к которому также относятся события в США, на Гаити, в Мексике, Бразилии и ряде других колоний Южной и Центральной Америки в начале XIX века, а также движения за независимость в Бельгии и Греции.

## В кино
В 1999 году Мишель Бро снял фильм о Восстании 1838 года, названный «Quand je serai parti, vous vivrez encore».
В фильме «15 февраля 1839», снятом в 2001 году Пьером Фалардо, описываются последние дни Патриотов, перед тем как они были повешены 15 февраля 1839 года.

## Мак-Папы в войне в Испании
В 1937 году, ровно через сто лет после Восстания, в честь Уильяма Лайона Макензи и Луи-Жозефа Папино был назван батальон Макензи-Папино, или Мак-Папы — батальон канадских солдат, сражавшихся за республиканцев во время войны в Испании.